# Anopheles lloreti
Anopheles lloreti este o specie de țânțari din genul Anopheles, descrisă de Gil Collado în anul 1936. Conform Catalogue of Life specia Anopheles lloreti nu are subspecii cunoscute.